# Râul Mâzga
Râul Mâzga este un afluent al râului Topolog. 